# Круммендайх
Круммендайх (нім. Krummendeich) — громада в Німеччині, розташована в землі Нижня Саксонія. Входить до складу району Штаде. Складова частина об'єднання громад Нордкедінген.
Площа — 30,03 км2. Населення становить 469 ос. (станом на 31 грудня 2021).

## Галерея

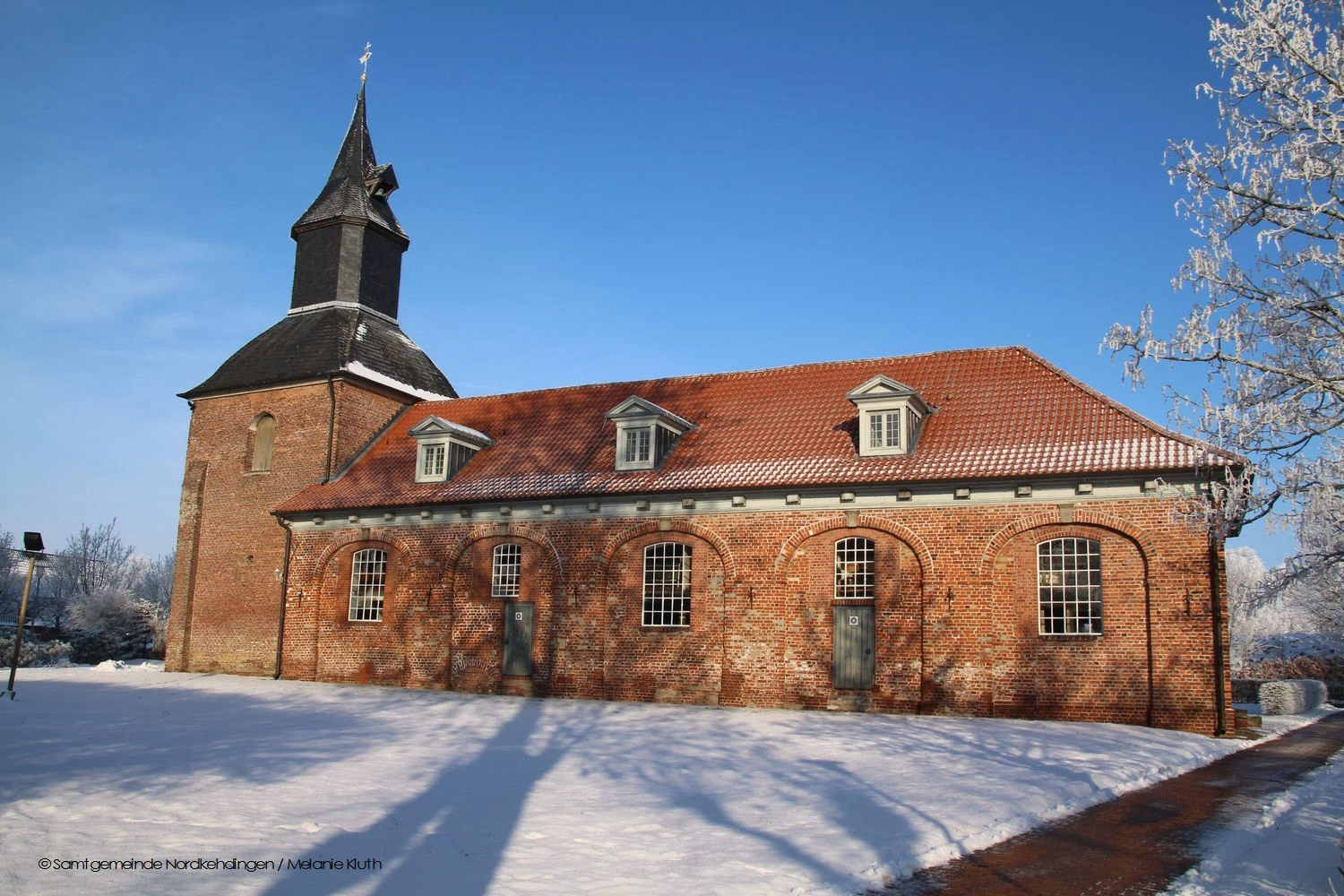